# United Breaks Guitars
United Breaks Guitars ist ein Song des kanadischen Musikers David Carroll und seiner Band Sons of Maxwell. Er schildert, wie er die Zerstörung seiner Gitarre während einer Flugreise mit United Airlines selbst mitansehen musste. Der Refrain des Songs lautet I should have flown with someone else, or gone by car, because United breaks guitars (Ich hätte mit einer anderen Fluggesellschaft fliegen oder mit dem Auto fahren sollen, weil United Gitarren zerbricht). Das Video zum Song wurde am 6. Juli 2009 bei YouTube veröffentlicht.

## In den Nachrichten
CNN berichtete über die Geschichte und wie das Video nahezu über Nacht zum Hit wurde. Für die Öffentlichkeitsarbeit von United Airlines war dies eine Katastrophe. Carroll erläuterte, wie er fast ein Jahr lang vergeblich versuchte, den Schaden von der Fluggesellschaft ersetzt zu bekommen. CBS berichtete ebenfalls darüber und interviewte Carroll und andere Passagiere des Fluges, die ebenfalls Zeuge waren, wie seine 3.500 Dollar teure Gitarre von Angestellten der Gepäckabfertigung durch die Luft geworfen wurde. Fox News berichtete gleichfalls darüber und fragte Carroll, warum er die teure Gitarre nicht als Handgepäck mitgeführt hat. Carroll antwortete, dass das Mitführen von Instrumenten stets schwierig sei, nicht zuletzt deshalb, weil sich die Flugbegleiter meist sehr wenig interessiert zeigten, wenn es darum gehe, Musikinstrumente mit in die Kabine zu nehmen. Er hatte aber immerhin das Glück, dass er zwei Gitarren im Gepäck hatte, sodass sein geplanter Auftritt in Omaha nicht gefährdet war.

## Reaktion von United Airlines
Nach den Berichten in den Medien meldete sich United Airlines bei Carroll. United Airlines gab bekannt, dass sie das Video künftig gern als Material für die Schulung der eigenen Mitarbeiter verwenden wolle, um eine bessere Unternehmenskultur in diesem Bereich und eine Verbesserung des Service zu erreichen. Carroll lehnte eine nach dem Erfolg des Videos angebotene Entschädigung ab, dies mache nun auch keinen Unterschied mehr. United Airlines solle das Geld an eine wohltätige Einrichtung ihrer Wahl spenden. Die Times berichtete, dass $3000 an das Thelonious Monk Institute of Jazz gespendet wurden.

## Videos, YouTube
Infolge des durch die Fernsehberichte erreichten Bekanntheitsgrades der Geschichte, ist die Zugriffszahl des Songs bei YouTube auf über 22 Millionen gestiegen (Stand: 2. Mai 2023). Taylor Guitars, der Hersteller der beschädigten Gitarre, brachte ebenfalls über YouTube eine Antwort auf die Geschichte, was dazu beitrug, dass Carroll tausende Antworten erhielt und eine Welle öffentlicher Unterstützung erfuhr.
Carroll, sowohl Mitglied der Gruppe Sons of Maxwell, als auch Solokünstler, hatte drei Songs samt Video angekündigt. Der zweite Teil beschäftigt sich mit weiteren Erfahrungen, die er mit dem Kundenservice von United Airlines gemacht hat, und den ersten Reaktionen der Airline. Im dritten und letzten Teil wird auf eine große Zahl vergleichbarer Vorkommnisse hingewiesen und United Airlines aufgefordert, sich zu ändern. David Carroll thematisiert in dem dritten Lied auch die Bedeutung der Ereignisse für ihn und seine Karriere als Musiker.
Im Buch Ich bin ein Kunde, holt mich hier raus von Tom König wird auf den Vorfall eingegangen.